# بحيرة واكا
بحيرة واكا هي بحيرة تقع في بككونتري في البرية في سلسلة جبال سييرا نيفادا في ولاية كاليفورنيا في الولايات المتحدة الأمريكية. وتقع هذه البحيرة إلى الجنوب مباشرة من بحيرة ألوها. ويبلغ ارتفاع سطح بحيرة واكا حوالي 8,179 قدم أي مايعادل 2,493 متر.